# Lagoda

Walfänger Lagoda

Die Lagoda war der erfolgreichste Walfänger ihrer Zeit. Sie war im Besitz der New Bedforder Walfang-Reederei, ursprünglich 1826 als Handelsschiff gebaut wurde sie im Jahre 1841 nach bereits 15 Dienstjahren zum Walfänger umgebaut. Sie war aus dauerhafter Eiche aufgebaut und ihr gedrungener, wannenförmiger Rumpf war genau richtig für den Walfang. In New Bedford wurde sie mit fünf Fangbooten ausgerüstet, die an Davits über die Bordwand hingen. Ihre Takelage wurde von der eines Vollschiffs in einer Bark abgeändert, so dass sie am Besanmast nun Schratsegel führte. Diese Takelung wurde bei Walfängern bevorzugt, da bei dieser Art der Takelung zur Bedienung des Besanmastes niemand aufentern musste, dafür standen dann mehr Seeleute zur Bemannung der Fangboote zur Verfügung. Ihre Bordwände wurden mit einem breiten, waagerechten, weißen Streifen bemalt, unterbrochen von schwarzen Quadraten. Diese Quadrate sahen von weitem wie Geschützpforten aus und dienten zur Abschreckung von Piraten. Von ihrer ersten Fahrt brachte sie bereits die Ausbeute von 2700 Fass Öl und ca. acht Tonnen Fischbein heim. Unter verschiedenen Kapitänen diente sie 50 Jahre lang und brachte in dieser Zeit 31.409 Fass Öl und 121 Tonnen Fischbein ein. Im Jahr 1890 wurde sie so schwer von einem Sturm im Nordpazifik getroffen, dass sie schwer havarierte und mit letzter Kraft Yokohama erreichte, wo sie bis zu ihrer Abwrackung als Bunkerschiff diente.